# Naval 1º de Maio
Der Klub Naval 1º de Maio (vollst.: Associação Naval 1º de Maio, das 1° steht für Primeiro) aus der Stadt Figueira da Foz ist der landesweit viertälteste noch bestehende Sportverein in Portugal. Neben den Abteilungen Rudern, Sportschießen und Strandfußball ist die Profifußballabteilung die bedeutendste Aktivität des Vereins. Die größten Fußballerfolge der Vereinsgeschichte sind das Erreichen des Halbfinales im portugiesischen Pokalwettbewerb in der Saison 2002/03 sowie der Aufstieg in die 1. Liga in der Saison 2004/05. Durch finanzielle Schwierigkeiten im Jahr 2017 löste der Verein seine 1. Herrenmannschaft auf & übertrug alle Mannschaften, an die neue Fußballabteilung „Associação Naval 1893“. Größter Erfolg unter dem neuen Namen war bisher der Aufstieg von der höchsten Liga des AF Coimbra - Divisão Elite in die Campeonato de Portugal in der Saison 2024/25. Naval 1893 spielt damit erstmals seit der Gründung des neuen Teams in der landesweiten vierten Liga Portugals & knüpft damit an die Tradition des alten Vereins, der zuletzt landesweit in der Saison 2015/16 an. Naval 1893 kehrt damit nach 9 Jahren auf die Landkarte der höherklassigen Vereine zurück.

## Geschichte
Der Klub Naval 1º de Maio gründete sich als Arbeiterverein ganz bewusst am 1. Mai 1893, in direkter Nachfolge der aufgelösten „Associação Naval Figueirense“. Man war zwar vornehmlich auf „nautische Sportarten“ ausgerichtet, doch neben der bedeutenden Rudersektion und dem Schwimmen betrieb man auch Turnen, Gewichtheben, Rollschuhlaufen, griechisch-römisches Ringen, Sportschießen, Basketball, Tanzen und eben auch Fußball.
Lange Zeit spielte die Fußballmannschaft in der zweiten und dritten Liga Portugals. Nachdem sie im Sommer 1992 erstmals in der Vereinsgeschichte in die vierte Liga abgestiegen war, setzte sie nach dem direkten Wiederaufstieg zum Höhenflug im portugiesischen Fußball an. Zwischen 1995 und 1997 verpasste der Klub als Vizemeister der 3.ª Divisão nur knapp die Rückkehr in die Zweitklassigkeit, 1998 kehrte der Klub als Tabellenerster seiner Drittligastaffel nach 14 Jahren wieder ins zweite Spielniveau zurück.
Naval 1º de Maio spielte zunächst gegen den direkten Wiederabstieg und hielt sich im ersten Jahr nur einen Punkt oberhalb der Abstiegsplätze. Auch in den folgenden Spielzeiten belegte der Klub hauptsächlich Plätze im hinteren Mittelfeld der Liga. In der Saison 2002/03 ließ der Klub schließlich Aufhorchen. Einerseits spielte die Mannschaft um den Aufstieg in die erste Liga, andererseits zeigte sie sich als Pokalschreck. In der Liga fehlten zum Saisonende als Tabellenvierter zwei Punkte, um anstatt des CF Estrela Amadora das Spitzenduo FC Alverca und Rio Ave FC in die Eliteserie aufzusteigen. Im Pokal schaltete die Mannschaft unter anderem Sporting Braga und im Viertelfinale auswärts Sporting Lissabon aus dem Wettbewerb, das Halbfinalspiel ging aber gegen den FC Porto verloren.
Nach einem achten Platz im Sommer 2004 stieg Naval 1º de Maio im folgenden Jahr als Tabellenzweiter gemeinsam mit dem FC Paços de Ferreira und dem CF Estrela Amadora erstmals in die erste Liga auf. Dort spielte die Mannschaft anfangs gegen den Abstieg, ehe in der Saison 2009/10 mit dem achten Tabellenplatz das beste Ergebnis der bisherigen Vereinsgeschichte gelang. Zudem erreichte der Klub im Laufe der Spielzeit abermals das Halbfinale des portugiesischen Landespokals, schied aber im eigenen Stadion gegen das Überraschungsteam des Drittligisten GD Chaves aus.
Die Saison 2010/11 beendete der Verein auf dem 16. Platz und stieg in die zweite Liga (Segunda Liga) ab. Der angestrebte direkte Wiederaufstieg in der Saison 2011/12 wurde am Ende mit dem vierten Tabellenplatz verpasst. Nach Finanzproblemen und erneutem Abstieg spielte der Verein in der Saison 2013/14 im Campeonato Nacional de Seniores, der dritten Liga.

## Spieler
- Wender (1999–2002)
- Pedro Taborda (2004–2008, 2011–2012, 2013)
- Hugo Almeida (bis 2003)